# Дискавери (журнал)
«Дискавери» (англ. Discovery, «открытие») — российский ежемесячный журнал о путешествиях и экспедициях в разные уголки планеты,  исследованиях и открытиях, современных достижениях науки и развитии вселенной, традициях и культурном наследии народов мира.
Издаётся с января 2009 года. В настоящее время журнал выходит ежемесячно общим тиражом 160[уточнить] тыс. экземпляров. Распространяется в Москве и других городах России.
Тематика статей — путешествия, планета Земля, народы мира, наука,  психология, Россия, искусство, история, здоровье, спорт, автомобили, фауна.

## История
В первый год своего существования журнал содержал статьи на псевдонаучные темы и рекламу изобретений, основанных на псевдонаучных концепциях, за что получил резкие отзывы в некоторых интернет-сообществах. Однако постепенно состав редакции менялся, к концу 2010 года сложилась постоянная команда редакторов и дизайнеров, которые вывели издание на более серьезный уровень.
Сейчас журнал Discovery сотрудничает с известными журналистами и путешественниками, обращается за консультациями к ученым и специалистам в разных областях науки.

## Разделы
| - Панорама - Тема номера - Особое мнение - Десяточка - В мире науки - Психология - Тайны века - В дорогу | - Планета земля - Кухня - Россия - Чудо света - Место на карте - Репортаж - Традиции - Народы мира - Фауна | - Личность - Здоровье - История - Спорт - Техника - Технические новости - Автомир - Искусство - Афиша |